# 17-11-70
«17-11-70» — музичний альбом Елтона Джона. Виданий 10 травня 1971 року лейблом DJM Records. Загальна тривалість композицій становить 33:25. В США альбом відомий як 11-17-70.

## Список пісень

### LP 1971
1. «Take Me to the Pilot[en]» — 4:57
2. «Honky Tonk Women» (Мік Джаггер, Кіт Річардс) — 4:07
3. «Sixty Years On» — 5:55
4. «Can I Put You On» — 7:22
5. «Bad Side of the Moon»- 6:10
6. Medley — 18:27
  - «Burn Down the Mission»
  - «My Baby Left Me» (Arthur Crudup)
  - «Get Back» (Джон Леннон, Пол Маккартні)

### CD 1995
1. «Bad Side of the Moon»- 6:10
2. «Amoreena» — 4:54 *
3. «Take Me to the Pilot[en]» — 4:57
4. «Sixty Years On» — 5:55
5. «Honky Tonk Women» (Мік Джаггер, Кіт Річардс) — 4:07
6. «Can I Put You On» — 7:22
7. Medley — 18:27
  - «Burn Down the Mission»
  - «My Baby Left Me» (Arthur Crudup)
  - «Get Back» (Джон Леннон, Пол Маккартні)

## Хіт-паради
Альбом
| Рік  | Хіт-парад               | Позиція |
| ---- | ----------------------- | ------- |
| 1971 | UK Albums Chart         | 20      |
| 1971 | Billboard US Pop Albums | 11      |